# Okręg wyborczy nr 25 do Sejmu Rzeczypospolitej Polskiej (1993–2001)
Okręg wyborczy nr 25 do Sejmu Rzeczypospolitej Polskiej (1993–2001) obejmował województwo lubelskie. W ówczesnym kształcie został utworzony w 1993. Wybieranych było w nim 10 posłów w systemie proporcjonalnym.
Siedzibą okręgowej komisji wyborczej był Lublin.

## Wyniki wyborów
| Podział 10 mandatów: SLD: 4 PSL: 4 UD: 1 KPN: 1 |

| Podział 10 mandatów: SLD: 3 PSL: 1 UW: 1 AWS: 4 ROP: 1 |

## Reprezentanci okręgu
| Sejm | Rok  | Poseł KW                                | Poseł KW                                | Poseł KW                                | Poseł KW                                | Poseł KW                                | Poseł KW                                | Poseł KW                                | Poseł KW                                | Poseł KW                                | Poseł KW                                | Poseł KW                                | Poseł KW                                | Poseł KW                                | Poseł KW                                | Poseł KW                                | Poseł KW                                | Poseł KW                                | Poseł KW                                | Poseł KW                                | Poseł KW                                |
| ---- | ---- | --------------------------------------- | --------------------------------------- | --------------------------------------- | --------------------------------------- | --------------------------------------- | --------------------------------------- | --------------------------------------- | --------------------------------------- | --------------------------------------- | --------------------------------------- | --------------------------------------- | --------------------------------------- | --------------------------------------- | --------------------------------------- | --------------------------------------- | --------------------------------------- | --------------------------------------- | --------------------------------------- | --------------------------------------- | --------------------------------------- |
| II   | 1993 |                                         | I. Sierakowska SLD                      |                                         | Z. Podkański PSL                        |                                         | D. Wójcik KPN (1993) AWS (1997)         |                                         | R. Setnik UD                            |                                         | M. Starownik PSL                        |                                         | T. Polański PSL                         |                                         | R. Kalbarczyk PSL                       |                                         | J. Malinowski SLD                       |                                         | P. Ikonowicz SLD                        |                                         | J. Jurek SLD                            |
| III  | 1997 |                                         | I. Sierakowska SLD                      |                                         | Z. Podkański PSL                        | P. Bryłowski UW                         | D. Wójcik KPN (1993) AWS (1997)         |                                         | T. Liszcz AWS                           |                                         | J. Szczot AWS                           |                                         | M. Szczygieł AWS                        | G. Kurczuk SLD                          |                                         | W. Włodarczyk ROP                       | M. Juśko SLD                            |                                         |                                         |                                         |                                         |
| IV   | 2001 | okręg zniesiony – patrz okręgi nr 6 i 7 | okręg zniesiony – patrz okręgi nr 6 i 7 | okręg zniesiony – patrz okręgi nr 6 i 7 | okręg zniesiony – patrz okręgi nr 6 i 7 | okręg zniesiony – patrz okręgi nr 6 i 7 | okręg zniesiony – patrz okręgi nr 6 i 7 | okręg zniesiony – patrz okręgi nr 6 i 7 | okręg zniesiony – patrz okręgi nr 6 i 7 | okręg zniesiony – patrz okręgi nr 6 i 7 | okręg zniesiony – patrz okręgi nr 6 i 7 | okręg zniesiony – patrz okręgi nr 6 i 7 | okręg zniesiony – patrz okręgi nr 6 i 7 | okręg zniesiony – patrz okręgi nr 6 i 7 | okręg zniesiony – patrz okręgi nr 6 i 7 | okręg zniesiony – patrz okręgi nr 6 i 7 | okręg zniesiony – patrz okręgi nr 6 i 7 | okręg zniesiony – patrz okręgi nr 6 i 7 | okręg zniesiony – patrz okręgi nr 6 i 7 | okręg zniesiony – patrz okręgi nr 6 i 7 | okręg zniesiony – patrz okręgi nr 6 i 7 |

### Wybory parlamentarne 1993
| Komitet wyborczy                                      | Komitet wyborczy                                         | Głosów | %     | Mandaty | Wybrani posłowie                                                           |
| ----------------------------------------------------- | -------------------------------------------------------- | ------ | ----- | ------- | -------------------------------------------------------------------------- |
|                                                       | Polskie Stronnictwo Ludowe                               | 78 268 | 21,48 | 4       | Zdzisław Podkański, Marian Starownik, Tadeusz Polański, Ryszard Kalbarczyk |
|                                                       | Sojusz Lewicy Demokratycznej                             | 74 665 | 20,49 | 4       | Izabella Sierakowska, Janusz Malinowski, Piotr Ikonowicz, Janusz Jurek     |
|                                                       | Konfederacja Polski Niepodległej                         | 25 007 | 6,86  | 1       | Dariusz Wójcik                                                             |
|                                                       | Unia Demokratyczna                                       | 24 664 | 6,77  | 1       | Ryszard Setnik                                                             |
|                                                       | Porozumienie Centrum                                     | 22 830 | 6,27  | –       |                                                                            |
|                                                       | Katolicki Komitet Wyborczy „Ojczyzna”                    | 18 089 | 4,96  | –       |                                                                            |
|                                                       | Niezależny Samorządny Związek Zawodowy „Solidarność”     | 17 996 | 4,94  | –       |                                                                            |
|                                                       | Koalicja dla Rzeczypospolitej                            | 17 734 | 4,87  | –       |                                                                            |
|                                                       | Unia Pracy                                               | 16 790 | 4,61  | –       |                                                                            |
|                                                       | Bezpartyjny Blok Wspierania Reform                       | 15 628 | 4,29  | –       |                                                                            |
|                                                       | Unia Polityki Realnej                                    | 12 379 | 3,40  | –       |                                                                            |
|                                                       | Polskie Stronnictwo Ludowe – Porozumienie Ludowe         | 11 551 | 3,17  | –       |                                                                            |
|                                                       | Samoobrona – Leppera                                     | 10 024 | 2,75  | –       |                                                                            |
|                                                       | Kongres Liberalno-Demokratyczny                          | 8573   | 2,35  | –       |                                                                            |
|                                                       | Partia X                                                 | 7581   | 2,08  | –       |                                                                            |
|                                                       | Wyborcza Akcja Bezrobotnych                              | 900    | 0,25  | –       |                                                                            |
|                                                       | Polska Wspólnota Narodowa – Polskie Stronnictwo Narodowe | 876    | 0,24  | –       |                                                                            |
|                                                       | NOT Stowarzyszenia Techniczne                            | 786    | 0,22  | –       |                                                                            |
| Frekwencja: 51,48% Źródło: Państwowa Komisja Wyborcza |                                                          |        |       |         |                                                                            |

Poniższa tabela przedstawia podział mandatów dla komitetów wyborczych na podstawie uzyskanych głosów, a następnie obliczonych ilorazów wyborczych na podstawie metody D’Hondta.
| Podział mandatów dla komitetów wyborczych na podstawie metody D’Hondta | Podział mandatów dla komitetów wyborczych na podstawie metody D’Hondta | Podział mandatów dla komitetów wyborczych na podstawie metody D’Hondta | Podział mandatów dla komitetów wyborczych na podstawie metody D’Hondta | Podział mandatów dla komitetów wyborczych na podstawie metody D’Hondta | Podział mandatów dla komitetów wyborczych na podstawie metody D’Hondta | Podział mandatów dla komitetów wyborczych na podstawie metody D’Hondta | Podział mandatów dla komitetów wyborczych na podstawie metody D’Hondta | Podział mandatów dla komitetów wyborczych na podstawie metody D’Hondta | Podział mandatów dla komitetów wyborczych na podstawie metody D’Hondta | Podział mandatów dla komitetów wyborczych na podstawie metody D’Hondta | Podział mandatów dla komitetów wyborczych na podstawie metody D’Hondta |
| Komitet wyborczy                                                       | Komitet wyborczy                                                       | Liczba głosów                                                          | Iloraz wyborczy                                                        | Iloraz wyborczy                                                        | Iloraz wyborczy                                                        | Iloraz wyborczy                                                        | Iloraz wyborczy                                                        | Iloraz wyborczy                                                        | Iloraz wyborczy                                                        | Mandaty                                                                | TP                                                                     |
| Komitet wyborczy                                                       | Komitet wyborczy                                                       | Liczba głosów                                                          | /1                                                                     | /2                                                                     | /3                                                                     | /4                                                                     | /5                                                                     | ...                                                                    | /10                                                                    | Mandaty                                                                | TP                                                                     |
| ---------------------------------------------------------------------- | ---------------------------------------------------------------------- | ---------------------------------------------------------------------- | ---------------------------------------------------------------------- | ---------------------------------------------------------------------- | ---------------------------------------------------------------------- | ---------------------------------------------------------------------- | ---------------------------------------------------------------------- | ---------------------------------------------------------------------- | ---------------------------------------------------------------------- | ---------------------------------------------------------------------- | ---------------------------------------------------------------------- |
|                                                                        | Polskie Stronnictwo Ludowe                                             | 78 268                                                                 | 78 268                                                                 | 39 134                                                                 | 26 089                                                                 | 19 567                                                                 | 19 567                                                                 | ...                                                                    | 7827                                                                   | 4                                                                      | 3,33                                                                   |
|                                                                        | Sojusz Lewicy Demokratycznej                                           | 74 665                                                                 | 74 665                                                                 | 37 333                                                                 | 24 888                                                                 | 18 666                                                                 | 14 933                                                                 | ...                                                                    | 7467                                                                   | 4                                                                      | 3,18                                                                   |
|                                                                        | Konfederacja Polski Niepodległej                                       | 25 007                                                                 | 25 007                                                                 | 12 504                                                                 | 8336                                                                   | 6252                                                                   | 5001                                                                   | ...                                                                    | 2501                                                                   | 1                                                                      | 1,06                                                                   |
|                                                                        | Unia Demokratyczna                                                     | 24 664                                                                 | 24 664                                                                 | 12 332                                                                 | 8221                                                                   | 6166                                                                   | 4933                                                                   | ...                                                                    | 2466                                                                   | 1                                                                      | 1,05                                                                   |
|                                                                        | Unia Pracy                                                             | 16 790                                                                 | 16 790                                                                 | 8395                                                                   | 5597                                                                   | 4198                                                                   | 3358                                                                   | ...                                                                    | 1679                                                                   | 0                                                                      | 0,71                                                                   |
|                                                                        | Bezpartyjny Blok Wspierania Reform                                     | 15 628                                                                 | 15 628                                                                 | 7814                                                                   | 5209                                                                   | 3907                                                                   | 3126                                                                   | ...                                                                    | 1563                                                                   | 0                                                                      | 0,66                                                                   |
| Ogółem                                                                 | Ogółem                                                                 | 235 022                                                                | —                                                                      | —                                                                      | —                                                                      | —                                                                      | —                                                                      | —                                                                      | —                                                                      | 10                                                                     | 10                                                                     |

### Wybory parlamentarne 1997
| Komitet wyborczy                                      | Komitet wyborczy                          | Głosów  | %     | Mandaty | Wybrani posłowie                                                  |
| ----------------------------------------------------- | ----------------------------------------- | ------- | ----- | ------- | ----------------------------------------------------------------- |
|                                                       | Akcja Wyborcza Solidarność                | 121 812 | 35,41 | 4       | Teresa Liszcz, Dariusz Wójcik, Jacek Szczot, Mieczysław Szczygieł |
|                                                       | Sojusz Lewicy Demokratycznej              | 79 776  | 23,19 | 3       | Izabella Sierakowska, Grzegorz Kurczuk, Marian Juśko              |
|                                                       | Polskie Stronnictwo Ludowe                | 40 023  | 11,64 | 1       | Zdzisław Podkański                                                |
|                                                       | Unia Wolności                             | 31 445  | 9,14  | 1       | Paweł Bryłowski                                                   |
|                                                       | Ruch Odbudowy Polski                      | 30 330  | 8,82  | 1       | Wojciech Włodarczyk                                               |
|                                                       | Unia Pracy                                | 18 250  | 5,31  | –       |                                                                   |
|                                                       | Unia Prawicy Rzeczypospolitej             | 7849    | 2,28  | –       |                                                                   |
|                                                       | Krajowa Partia Emerytów i Rencistów       | 5921    | 1,72  | –       |                                                                   |
|                                                       | Krajowe Porozumienie Emerytów i Rencistów | 5028    | 1,46  | –       |                                                                   |
|                                                       | Blok dla Polski                           | 3545    | 1,03  | –       |                                                                   |
| Frekwencja: 47,06% Źródło: Państwowa Komisja Wyborcza |                                           |         |       |         |                                                                   |

Poniższa tabela przedstawia podział mandatów dla komitetów wyborczych na podstawie uzyskanych głosów, a następnie obliczonych ilorazów wyborczych na podstawie metody D’Hondta.
| Podział mandatów dla komitetów wyborczych na podstawie metody D’Hondta | Podział mandatów dla komitetów wyborczych na podstawie metody D’Hondta | Podział mandatów dla komitetów wyborczych na podstawie metody D’Hondta | Podział mandatów dla komitetów wyborczych na podstawie metody D’Hondta | Podział mandatów dla komitetów wyborczych na podstawie metody D’Hondta | Podział mandatów dla komitetów wyborczych na podstawie metody D’Hondta | Podział mandatów dla komitetów wyborczych na podstawie metody D’Hondta | Podział mandatów dla komitetów wyborczych na podstawie metody D’Hondta | Podział mandatów dla komitetów wyborczych na podstawie metody D’Hondta | Podział mandatów dla komitetów wyborczych na podstawie metody D’Hondta | Podział mandatów dla komitetów wyborczych na podstawie metody D’Hondta | Podział mandatów dla komitetów wyborczych na podstawie metody D’Hondta |
| Komitet wyborczy                                                       | Komitet wyborczy                                                       | Liczba głosów                                                          | Iloraz wyborczy                                                        | Iloraz wyborczy                                                        | Iloraz wyborczy                                                        | Iloraz wyborczy                                                        | Iloraz wyborczy                                                        | Iloraz wyborczy                                                        | Iloraz wyborczy                                                        | Mandaty                                                                | TP                                                                     |
| Komitet wyborczy                                                       | Komitet wyborczy                                                       | Liczba głosów                                                          | /1                                                                     | /2                                                                     | /3                                                                     | /4                                                                     | /5                                                                     | ...                                                                    | /10                                                                    | Mandaty                                                                | TP                                                                     |
| ---------------------------------------------------------------------- | ---------------------------------------------------------------------- | ---------------------------------------------------------------------- | ---------------------------------------------------------------------- | ---------------------------------------------------------------------- | ---------------------------------------------------------------------- | ---------------------------------------------------------------------- | ---------------------------------------------------------------------- | ---------------------------------------------------------------------- | ---------------------------------------------------------------------- | ---------------------------------------------------------------------- | ---------------------------------------------------------------------- |
|                                                                        | Akcja Wyborcza Solidarność                                             | 121 812                                                                | 121 812                                                                | 60 906                                                                 | 40 604                                                                 | 30 453                                                                 | 24 362                                                                 | ...                                                                    | 12 181                                                                 | 4                                                                      | 4,02                                                                   |
|                                                                        | Sojusz Lewicy Demokratycznej                                           | 79 776                                                                 | 79 776                                                                 | 39 888                                                                 | 26 592                                                                 | 19 944                                                                 | 15 955                                                                 | ...                                                                    | 7978                                                                   | 3                                                                      | 2,63                                                                   |
|                                                                        | Polskie Stronnictwo Ludowe                                             | 40 023                                                                 | 40 023                                                                 | 20 012                                                                 | 13 341                                                                 | 10 006                                                                 | 8005                                                                   | ...                                                                    | 4002                                                                   | 1                                                                      | 1,32                                                                   |
|                                                                        | Unia Wolności                                                          | 31 445                                                                 | 31 445                                                                 | 15 723                                                                 | 10 482                                                                 | 7861                                                                   | 6289                                                                   | ...                                                                    | 3145                                                                   | 1                                                                      | 1,04                                                                   |
|                                                                        | Ruch Odbudowy Polski                                                   | 30 330                                                                 | 30 330                                                                 | 15 165                                                                 | 10 110                                                                 | 7583                                                                   | 6066                                                                   | ...                                                                    | 3033                                                                   | 1                                                                      | 1,00                                                                   |
| Ogółem                                                                 | Ogółem                                                                 | 303 386                                                                | —                                                                      | —                                                                      | —                                                                      | —                                                                      | —                                                                      | —                                                                      | —                                                                      | 10                                                                     | 10                                                                     |